# Heinrich Herrmann (Architekt)
Heinrich Herrmann (* 13. August 1821 in Krotoschin, Provinz Posen; † 30. September 1889 in Berlin, vollständiger Name: Heinrich Ludwig Alexander Herrmann) war ein deutscher Architekt und preußischer Baubeamter.

## Leben
Heinrich Herrmann war der Sohn eines Thurn- und Taxisschen Beamten. Nach dem Besuch der Elementarschule in Krotoschin ging er von 1832 bis 1836 auf das Friedrichsgymnasium in Breslau und anschließend bis Juni 1836 auf die Realschule in Breslau. 1839/40 machte er eine Feldmesser-Lehre mit Prüfung in Posen und war danach bis 1841 praktisch tätig. Von 1842 bis 1844 besuchte er die Berliner Bauakademie bis zur Bauführer-Prüfung. 1843 wurde er Mitglied des Architektenvereins zu Berlin. Herrmann war praktisch tätig an Hafenbauten in Stolpmünde, Chausseebauten in Schlesien, der Kirche in Rowe und dem Stadtgericht in Breslau. Im Oktober 1847 legte er die Baumeister-Prüfung ab und erhielt danach eine Anstellung bei der Regierung in Köslin. Im Juni 1852 war er Kreisbaumeister in Greifenhagen, 1855 Bauinspektor in Düsseldorf und 1856 in Stettin. Im Mai 1862 wurde er Oberbauinspektor und technisches Mitglied der Regierung in Liegnitz, im Dezember 1863 Baurat. Ab November 1864 arbeitete er in der Bauabteilung des preußischen Handelsministeriums, ab Mai 1865 war er als Regierungs- und Baurat Mitdirigent der Ministerial-Baukommission (Ressort Artilleriegebäude in Spandau, Auswärtiges Amt und Banken) und ab August 1866 Mitglied der Technischen Baudeputation. Im August 1867 unternahm er eine Reise nach Belgien und Frankreich zum Studium von Bank- und Parlamentsgebäuden. Im Oktober 1867 wurde er Geheimer Baurat und Vortragender Rat im Handelsministerium (Ressort Verwaltungs-, Post-, Gerichts- und Gefängnisbauten) und im Juni 1872 Geheimer Oberbaurat. 1875 unternahm er eine Reise nach Süddeutschland und in die Niederlande. 1879 wurde ihm die Leitung der Anpassung der Ausbauprinzipien für Gerichtsgebäude auf Grund des neuen Gerichtsverfassungsgesetzes von 1877/1879 übertragen. 1880 erfolgte die Ernennung zum Oberbaudirektor. Am 20. September 1880 wurde er Mitglied der neu gegründeten Preußischen Akademie des Bauwesens, leitete dort von November 1881 bis September 1883 und ab Oktober 1886 die Abteilung für Hochbau und war ab 1886 stellvertretender Präsident. 1889 erfolgte aufgrund einer Erkrankung die Übergabe seiner Geschäfte in der Bau-Abteilung des Ministeriums an seinen künftigen Nachfolger Ober-Baurat Karl Friedrich Endell.

## Bauten

### Berlin
- 1867: Bauleitung bei der Erweiterung des Palais Raczyński (Entwurf von Wilhelm Haeger)
- 1868–1872: Strafanstalt Plötzensee (Entwurf mit Paul Spieker, Bauleitung durch Paul Spieker und Otto Lorenz)
- 1868–1873: Technische Oberleitung beim Bau der Siegessäule (Entwurf und Leitung: Heinrich Strack)
- 1874–1876: Gebäude Voßstraße 35 als Erweiterung des Ministeriums der öffentlichen Arbeiten (Fassade nach einem Vorentwurf von Richard Lucae, Bauleitung: Wilhelm Haeger / Friedrich Schulze)
- 1879–1881: Kriminalgericht in Moabit (Gericht mit Untersuchungsgefängnis, Verwaltung, Krankenhaus und Beamtenwohnhaus; Oberleitung: August Busse, Bauleitung: Otto Lorenz)
- 1882–1885: Land- und Amtsgericht II[2] am Halleschen Ufer (Bauleitung: Otto Lorenz)

### Außerhalb
- Zwischen 1856 und 1862: Kreisgericht und Steuerdirektion in Stettin, Gefängnisbauten im Regierungsbezirk Stettin
- Ab 1867: Beteiligung an Entwurf und Leitung: Gerichtsgebäude in Potsdam[3], Halle, Hannover, Kassel,  Oppeln, Braunsberg, Lyck, Bartenstein, Graudenz, Landsberg an der Warthe, Stettin, Dortmund, Allenstein  und Duisburg, Gerichtsgebäude und Gefängnisse in Schneidemühl, Posen, Schweidnitz, Neuruppin und Flensburg, Gefängnisse in Beuthen und Nordhausen, Regierungsgebäude in Schleswig, Kassel und Königsberg